# Arno Ernst
Arno Ernst (* 29. September 1941) ist ein ehemaliger deutscher Fußballspieler und -trainer. Er gehörte der Meistermannschaft der Saison 1964/65 von Borussia Mönchengladbach in der Fußball-Regionalliga West an, welche den Aufstieg in die Fußball-Bundesliga bewerkstelligte.

## Laufbahn
Der Abwehrspieler Arno Ernst war vom VfR Übach-Palenberg aus der Verbandsliga Mittelrhein als Amateur an den Bökelberg gekommen. Als unter Trainer Fritz Langner zur ersten Saison in der damaligen Zweitklassigkeit der Regionalliga West, 1963/64, mit Egon Milder, Günter Netzer, Rudolf Pöggeler und Werner Weigel vier Neuzugänge zu verzeichnen waren, kam der Amateur Ernst am 19. April 1964 zu seinem Debüt in der Regionalliga. Der VfL verlor am 35. Spieltag mit 1:2 Toren das Auswärtsspiel beim TSV Marl-Hüls und Ernst agierte an der Seite von Albert Jansen als Verteidiger. Im ersten Jahr unter dem neuen Trainer Hennes Weisweiler, 1964/65, absolvierte der Defensivspieler 33 Pflichtspiele in der Regionalliga West, genau wie sein Verteidigerkollege Jansen. Nur der neue Torjäger Bernd Rupp bestritt alle 34 Rundenspiele im Jahr des Meisterschaftsgewinns der Borussia. Ernst kam auch in der anschließenden Aufstiegsrunde gegen die Rivalen SSV Reutlingen, Holstein Kiel und Wormatia Worms in allen sechs Spielen zum Einsatz. Der Titelgewinn 1965 in der Regionalliga West und der Aufstieg in die Fußball-Bundesliga waren die zwei herausragenden Höhepunkte in seiner fußballerischen Laufbahn.
Vor dem ersten Jahr in der Bundesliga, 1965/66, kamen mit Berti Vogts und Heinz Wittmann zwei Verstärkungen für die Defensive nach Mönchengladbach. Ernst rückte damit in die zweite Reihe und wurde erst in den letzten drei Rundenspielen im Mai 1966 gegen 1860 München (3:3), Eintracht Frankfurt (1:2) und Eintracht Braunschweig (1:1) zum Einsatz gebracht. In seinem zweiten Bundesligajahr, 1966/67, kam lediglich noch das Spiel am 27. Mai 1967 im Heimspiel gegen den VfB Stuttgart hinzu. Die „Fohlen“ verloren am 33. Spieltag im heimischen Bökelbergstadion gegen die Schwaben mit 1:2 Toren. Trainer Weisweiler hatte das Spiel mit folgendem Defensivpersonal bestritten: Volker Danner (Torhüter), Walter Wimmer, Heinz Wittmann, Arno Ernst, Vladimir Durković und Berti Vogts.
Zur Runde 1967/68 schloss sich Ernst in den Niederlanden Fortuna ’54 Geleen an, mit der er nach der zwischenzeitlichen Umbenennung in Fortuna Sittard 1969 in die Eerste Divisie abstieg. Insgesamt bestritt der Verteidiger über 240 Spiele für Fortuna,  in der Eredivisie erzielte er für den Verein ein Tor. 1976 beendete er seine aktive Laufbahn und wurde anschließend Trainer im Amateurbereich. Ernst lebt mit seiner Frau in Geilenkirchen.